# Pustinje (album)
Pustinje je drugi studijski album riječke rock-skupine Laufer, kojeg 1994. godine objavljuje diskografska kuća Croatia Records.
Materijal za album je pripreman i sniman na otoku Krku, a remiks je napravljen u studiju "RSL Luca" u Novom Mestu, Slovenija, dok je montaža i obrada čitavog materijala odrađena u studiju "Metro" u Ljubljani. Produkciju su radili zajedno s Janezom Križajem, a album je odlično prošao kod publike i glazbenih kritičara.

## O albumu
Članovi Laufera u postavi Damir Urban (prvi vokal), Vlado Simčić (gitara), Ljubo Silić (bas-gitara) i Alen Tibljaš (bubnjevi), u mjesecu rujnu odlaze na otok Krk kako bi pripremili i snimili materijal za novi studijski album. Samo snimanje materijala trajalo je vrlo kratko i gotovo sve skladbe snimljene su iz prve ruke uz rijetke producentske zahvate i nadosnimavanja u ljetnom predahu između dvije turneje. Skladbe se bave temama svakodnevnice iz tog vremena poput konfuzije odrastanja ("…hej tata, oprosti mi što izgledam kao pas…"), nesanice, neuroze, bijesa, destruktivnog PTSP-a u glavama dojučerašnjih prijatelja iz ulice, potrage za duhovnošću u duhovnim i materijalnim pustinjama sivih gradova ("… poljubi mi oči su nam kao pustinje, gdje bez ijedne riječi sve razumijem…"), umora na licima iscrpljenih prolaznika od loših vijesti, besparice i beznađa, te pogrešnim ljubavnim vezama ("…nikad neće saznati o čemu pričam."), i rezultiraju s prepoznatljivim bombastičnim, organskim zvukom. Ipak skladbe sadrže i dozu optimizma jer album Pustinje je ustvari jedna skladba podijeljena u više različitih cjelina.
Nakon što je album objavljen, Lauferi 1995. godine dobivaju diskografsku nagradu Porin za najbolji alternativni rock album godine. Sviraju na brojnim koncertima i zauzimaju #1 na svim top ljestvicama.

## Popis pjesama
1. "Falš" (0:24)
2. "Hej tata" (2:25)
3. "Vampir" (4:08)
4. "Govorim u snu" (4:24)
5. "Viđđđeno" (4:20)
6. "Matematička" (3:22)
7. "Mišolovka" (3:51)
8. "Umorni kompas" (6:07)
9. "Balerina" (3:55)
10. "Mjesečev rog" (7:20)
11. "Pustinje" (5:53)

## Izvođači
- Damir Urban - Prvi vokal
- Vlado Simčić - Gitara
- Ljubo Silić - Bas gitara
- Vedran Križan - Klavijature
- Alen Tibljaš - Bubnjevi
- Edi Kraljić - Prateći vokali

### Produkcija
- Producent - Janez Križaj, Laufer
- Izvršni producent - Tomislav Šunjić
- Autori - Damir Urban (skladba: 11), Laufer  (skladbe: 1 do 10), Vlado Simčić  (skladba: 11)
- Snimatelj - Mr Tambourine Man
- Dizajn - Božesačuvaj
- Fotografija - Nino Šolić

## Vanjske poveznice
- Rirock - Recenzija albuma